# Béla Uherský
Béla Uherský (mad. Béla magyar királyi herceg zvaný Dobrý, 1245?–1269) byl vévoda Slavonie, Chorvatska a Dalmácie z dynastie Arpádovců.

## Život
Béla se narodil zřejmě krátce po skončení tatarské invaze jako mladší syn a nejmladší potomek uherského krále Bély IV. a jeho manželky Marie z rodu byzantských Laskaridů. Roku 1264 od otce obdržel vévodský titul a v říjnu téhož roku se oženil s Kunhutou, dcerou Oty III. Braniborského.
| „                       | Béla, vynikající krásy nad syny mnohých, byv přítomen slavné mši, vložil dívce na hlavu zlatou korunu... Potom ji na lodi odvezl... | “ |
| — Pokračovatelé Kosmovi | |   |

Nevěstin strýc, český král Přemysl Otakar II. uspořádal na rakouském pomezí velké oslavy dynastického sňatku, který měl mimo jiné oslabit silnou pozici prvorozeného uherského prince Štěpána, který byl již od roku 1262 mladším králem, provozoval svou vlastní politiku a fakticky si oddělil východní část Uherska. Béla stál v rodinném sporu o moc při otci. Na jaře 1266 byl na mírové smlouvě uzavřené mezi otcem a bratrem Štěpánem jmenován na straně otce společně se synovcem Bélou Mačevským. I přes pozdější váhání vytrval na otcově straně až do své smrti roku 1269.
Zemřel bezdětný a byl pohřben v kostele minoritů v Ostřihomi společně se svými rodiči, kteří jej krátce poté následovali.